# Harold C. Urey
Harold Clayton Urey (Walkerton, Indiana, 1893. április 29. – La Jolla, Kalifornia, 1981. január 5.) amerikai fizikokémikus. 1934-ben kémiai Nobel-díjat kapott a deutérium felfedezéséért. A második világháború alatt az izotópelválasztás szakértőjeként vett részt az atombomba kifejlesztésében. 1952-ben Stanley Millerrel, a róluk elnevezett Miller-Urey kísérlettel bizonyította, hogy ősi körülmények között egyszerű vegyületekből kialakulhattak az élet kialakulásához szükséges anyagok.

## Korai évek
1893. április 29-én született egy indianai kisvárosban, Walkertonban. Apja, Samuel Clayton Urey  tanár és a Church of the Brethren baptista kisegyház lelkésze volt, anyja, Cora Rebecca Urey (leánykori nevén Reinoehl). Egy öccse (Clarence) és egy húga (Martha) is volt. A család a kaliforniai Glendorába költözött, de amikor Harold apja tuberkulózisban súlyosan megbetegedett, visszatértek Indianába, az anyai nagymamához. Harold még csak hatéves volt, amikor Samuel Urey meghalt.
Az amishok elemi iskolájában, majd 14 éves korától a kendallville-i középiskolában tanult. 1911-ben érettségizett, majd az Earlham College-ben tanító oklevelet szerzett. Eleinte egy kis vidéki indianai iskolában volt tanár, később Montanába költözött anyjához, és egy helyi iskolában tanított. 1914 őszén beiratkozott a Montanai Egyetemre, és három év múlva megszerezte BS (bachelor of science) fokozatot zoológiából. . Miután az Egyesült Államok belépett az első világháborúba, egy philadelphiai robbanóanyaggyárban dolgozott, majd a háború után előadóként tért vissza a Montanai Egyetemre.
Az egyetemi álláshoz doktori címre volt szükség, ezért 1921-ben Urey elkezdte a Berkeley-i Kaliforniai Egyetem PhD-programját, ahol témavezetője Gilbert N. Lewis volt. Első témája a cézium gőzének ionizációja volt, de nem haladt jól, és egy indiai fizikus az övéénél jobb eredményeket publikált. Disszertációját végül az ideális gáz ionizációs állapotairól írta, és 1923-ban megszerezte a doktorátust. Ezután az Amerikai-Skandináv Alapítvány ösztöndíjával néhány hónapot a koppenhágai Niels Bohr Intézetben töltött, ahol találkozott Werner Heisenberggel, Hans Kramers-szel, Wolfgang Paulival, Hevesy Györggyel és John Slaterrel is. Útja végén ellátogatott Németországba is, ahol megismerkedett Albert Einsteinnel és James Franckkal..
Miután visszatért az Egyesült Államokba, a Harvard Egyetemtől és a Johns Hopkins Egyetemtől is kapott állásajánlatot. Utóbbit választotta, és 1929-ben docenssé (associate professor) nevezték ki.

## A deutérium felfedezése
Az 1920-as évek végén William Giauque és Herrick Johnston felfedezték az oxigén stabil izotópjait. Az izotópok mivolta ekkor még vitatott volt, James Chadwick csak 1932-ben fedezte fel a neutront. Két rendszert is használtak az osztályozásukra, kémiai és fizikai tulajdonságaik alapján. A kettő közötti különbség alapján feltételezték, hogy ha létezik is nehéz izotópja a hidrogénnek, akkor is 4500 hagyományos hidrogénatomra eshet egy nehézhidrogén. Urey 1931-ben úgy döntött, hogy megpróbálja azt izolálni.
Munkatársával, George Murphy-vel úgy kalkulált, hogy a hidrogén kibocsátási spektrumához képest a nehéz izotóp vöröseltolódása 1,1-1,8 ångström lehet. Sikerült hozzáférést szerezniük az akkor legérzékenyebb diffrakciós rácsos spektrográfhoz. Ennek a felbontása 1Å per milliméter volt, vagyis kb. 1 mm-es eltérést kellett megtalálniuk. Az 1:4500 arány azonban olyan alacsony volt, hogy a keresett vonal halványsága miatt Urey még nem merte publikálni eredményét.
Urey és Murphy úgy vélekedett, hogy a nehéz izotóp forráspontja valamivel magasabb a közönséges hidrogénénél és 5 liter folyékony hidrogén desztillálásával be tudják koncentrálni izotópjukat. A szükséges mennyiségű folyékony hidrogén megszerzéséhez Urey Ferdinand Brickwedde-től kért segítséget. Ő a Nemzeti Mérésügyi Hivatal kriogenikai laborjában dolgozott, és a Johns Hopkins Egyetemről ismerték egymást. Első, 20°K-es párologtatással végzett próbálkozásuk sikertelen volt, másodjára, 14°K-on és jelentősen csökkentett nyomással hétszeres dúsítást értek el. A három kutató 1932-ben közösen publikálta a „nehézhidrogén” felfedezését és Urey 1934-ben elnyerte a kémiai Nobel-díjat. A stockholmi átadási ünnepségre Urey nem ment el, hogy jelen lehessen lánya, Mary Alice születésénél.
Később rájött, hogy az első kísérlet azért volt kudarcos, mert a hidrogén víz elektrolíziséből származott, és eleve kevés volt benne a deutérium. Edward W. Washburnnel közösen megpróbált nehézvizet előállítani, de ebben volt tanára, Gilbert N. Lewis 1933-ban megelőzte őket. Urey rámutatott a hidrogént és deutériumot tartalmazó gázok közötti különbségekre, és úgy vélte, hogy deutériummal jelzett vegyületekkel követhetők a biokémiai reakciók. 1932-ben megalapította a Journal of Chemical Physics tudományos folyóiratot, amelynek 1940-ig főszerkesztője maradt.
Politikai nézeteben a demokrácia és az intellektuális szabadság híve volt. Támogatta az euroatlantista Clarence Streit javaslatát, miszerint a világ nagy demokráciáinak egy föderális unióban kellene egyesülniük. A spanyol polgárháborúban a köztársaságiak pártján állt. A kezdetektől szembeszállt a nácizmussal, és segített az Európából menekülő tudósoknak — köztük Enrico Ferminek — hogy munkát találjanak és be tudjanak illeszkedni az amerikai társadalomba.

## A Manhattan terv
A második világháború 1939-es kirobbanásakor Urey az izotópok elválasztásának egyik legismertebb szakértője volt. Bár korábban csak könnyű elemekkel kísérletezett, 1939-ben és 1940-ben megjelentetett két cikket, amelyekben a nehezebb izotópokra centrifugálásos szétválasztást javasolt. Módszerének az adott különös jelentőséget, hogy Niels Bohr feltételezése szerint az urán 235-ös izotópja képes lenne fenntartani egy maghasadásos láncreakciót, de csak akkor ha sikerül valahogyan elválasztani a közönséges urántól. A centrifugálásos módszeren kívül gázdiffúziós és hődiffúziós módszerrel is próbálkoztak. Az izotópelválasztási munka koordinátora Urey volt, akárcsak a nehézvíz előállításának, amelyet a nukleáris reaktorokban neutronelnyelőként akartak használni.

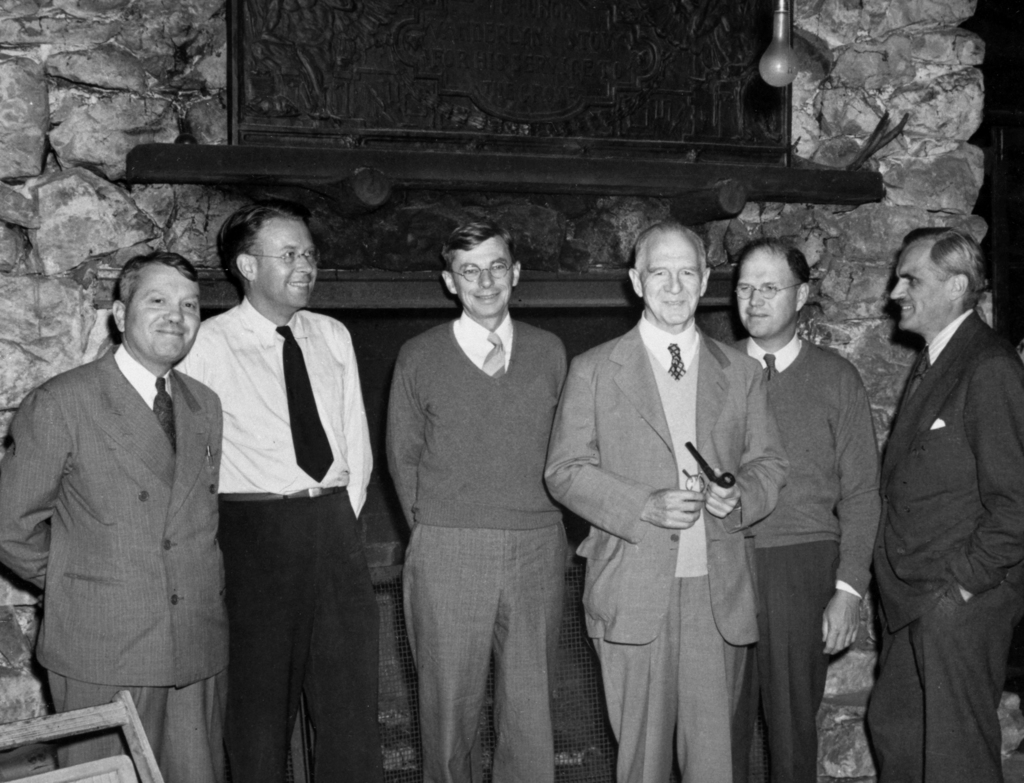
Az S-1 Bizottság 1942. szeptember 13-án. Balról jobbra: Urey, Ernest Lawrence, James B. Conant, Lyman J. Briggs, Eger V. Murphree és Arthur Compton

1941 májusában Urey tagja lett az S-1 Uránbizottságnak, amely a nukleáris bomba kifejlesztését felügyelte, annak korai fázisában(OSRD).. Ugyanebben az évben Angliába küldték, hogy felvegye a kapcsolatot az ottani fizikusokkal. Bár az angolok optimisták voltak a gázdiffúziós módszert illetően, nyilvánvaló volt hogy mind annak, mind a centrifugálós technikának jelentős nehézségeket kell még leküzdenie. 1943 májusában, ahogyan a Manhattan terv egyre inkább nekilendült, Ureyt nevezték ki a Columbia Egyetemen a valamennyi nehézvízelőállító és urándúsító erőfeszítést (kivéve Ernest Lawrence elektromágneses munkáját) koordináló laboratórium élére. A centrifugálásos kísérletekben Urey az addigi átfolyásos módszer helyett egy technikailag bonyolultabb, de hatékonyabb ellenáramláson alapuló technikát javasolt, de ezt végül nem sikerült megvalósítani, csak a háború után vált az urándúsítás egyik legfontosabb módszerévé.
A gázdiffúziós technika ígéretesebbnek mutatkozott és 1943 végére már több mint 700-an dolgoztak az erősen korrozív urán-hexafluorid diffúziós dúsításán. 1945 februárjában, egy hónappal a fő dúsítóüzem K-25 átadása előtt a teljesen kimerült Urey lemondott és átadta helyét R. H. Christnek. Az üzem a kezdeti kisebb nehézségek után kiváló eredményeket ért el, olyannyira, hogy a biztonsági tartalékként felépített hődiffúziós és elektromágneses üzemeket hamarosan be is zárták és az 1946-ban befejezett másik gázdiffúziós K-27-tel együtt az Egyesült Államok háború utáni atomprogramjának elsőrendű uránellátójává vált. Urey a Manhattan tervben végzett munkájáért megkapta az akkori legmagasabb polgári kitüntetést, a Medal for Merit-et.

## A háború után
A második világháború végével a Chicagói Egyetem és az egyetemen működő Nukleáris Kutatások Intézete (1955 óta Enrico Fermi Intézet) kémiaprofesszora lett. Rájött, hogy az oxigén-18 és oxigén-16 reakcióba lépési aránya függ a hőmérséklettől (a kiváló kalcium-karbonátban az O-18 aránya a hőmérséklettel csökken), így egy kellően érzékeny műszerrel egy kövületből meg tudta határozni, hogy egy százmillió évvel ezelőtt élt belemnitesz életének négy évében milyen volt a téli és nyári hőmérséklet. Úttörő paleoklimatológiai eredményéért az Amerikai Geológiai Társaság Arthur L. Day-érmet, a Geokémiai Társaság pedig Goldschmidt-érmet adományozott neki.

A Miller–Urey kísérlet

1946-an Urey latba vetette politikai befolyását, hogy a nukleáris fegyvereket ne katonák, hanem civilek ellenőrizzék. Előadókörútjain felszólalt a Szovjetunióval vívott háború ellen; a „világkormány” iránti szimpátiáját csak növelte az atomháború veszélye. Az atomfegyverek ügyében felszólalt a Kongresszusban. Nyilvánosan megvédte a szovjeteknek kémkedő Rosenberg-házaspárt, amiért a McCarthy-féle Amerika-ellenes tevékenységet vizsgáló bizottság elé is beidézték.

## Kozmokémia és a Miller–Urey kísérlet
Pályafutása kései szakaszában Urey kozmokémiával foglalkozott (a fogalmat is ő vezette be). Tanulmányozta az elemek eloszlását a Földön és a csillagokban való keletkezésüket és előfordulásukat. Úgy vélte, hogy a fiatal Föld atmoszférája elsősorban ammóniából, metánból és hidrogénből állhatott. Egyik diákja, Stanley Miller kimutatta, hogy ha egy ilyen gázelegyet elektromos szikráknak (a villámokat szimulálva) és víznek tesznek ki, akkor olyan vegyületek - köztük aminosavak - keletkeznek, amelyeket az élet építőköveinek tartanak.
Urey 1956 és 1957 között egy évet az Oxfordi Egyetem vendégprofesszoraként töltött. 1958-ban elérte a Chicagói Egyetem 65 éves nyugdíjkorhatárát, és elfogadta a San Diegó-i Kaliforniai Egyetem tanári állásajánlatát és La Jollába költözött. 1970-től 1981-ig az egyetem professor emeritusa volt. Megerősítette a természettudományos oktatást és 1960-ban Stanley Millerrel megalapította az egyetem kémiai tanszékét.
Az 1950-es évek végén és a 60-as évek elején beindult az amerikai űrprogram. Másokkal együtt Urey meggyőzte a NASA-t, hogy az egyik elsődleges cél a Holdra küldött automata szondák indítása legyen. Mikor az Apollo–11 mintákkal tért vissza a Holdról, Urey maga vizsgálta meg őket, és megállapította, hogy alátámasztják elméletét, miszerint a Föld és Hold azonos eredetű.

## Elismerései
A Nobel-díjon kívül elnyerte a Franklin-érmet (1943), a J. Lawrence Smith-érmet (1962), a Nemzeti Tudományos Érmet (1964), a Királyi Csillagászati Társaság aranyérmét (1966) és az Amerikai Kémiai Társulat Priestley-érmét. 1947-ben sorai közé fogadta a Royal Society. Róla nevezték el a Holdon a Urey-krátert, a 4716 Urey aszteroidát, és az Amerikai Csillagászati Társaság által adományozott H. C. Urey-díjat. Őróla kapta nevét szülővárosa, Walkerton középiskolája és a San Diegó-i Egyetem kémiaépülete, a Urey Hall.

## Családja, magánélete
Urey 1926-ban vette feleségül Frida Daumot. Négy gyermekük:
- Gertrude Elisabeth (sz. 1927),
- Frieda Rebecca (1929),
- Mary Alice (1934) és
- John Clayton Urey (1939)[45].

Hobbija a kertészkedés volt, főleg orchideákat termesztett.
1981. január 5-én, 87 éves korában halt meg La Jollában.

## Fordítás
- Ez a szócikk részben vagy egészben  a   Harold Urey című angol Wikipédia-szócikk ezen változatának fordításán alapul.  Az eredeti cikk szerkesztőit annak laptörténete sorolja fel. Ez a jelzés csupán a megfogalmazás eredetét és a szerzői jogokat jelzi, nem szolgál a cikkben szereplő információk forrásmegjelöléseként.